# Paradosso di Tocqueville
Il paradosso di Tocqueville (noto anche come effetto Tocqueville) è il fenomeno per cui, man mano che migliorano le condizioni e le opportunità sociali, la frustrazione sociale cresce sempre più rapidamente.

## Definizione
L'effetto si basa sulle osservazioni di Alexis de Tocqueville sulla Rivoluzione francese e sulle successive riforme in Europa e negli Stati Uniti. Un altro modo per descrivere l'effetto è l'aforisma "l'appetito cresce da ciò di cui si nutre". Ad esempio, una volta raggiunta una maggiore giustizia sociale, potrebbe esserci un'opposizione più fervente di prima anche alle ingiustizie sociali più piccole. L'effetto suggerisce un legame tra l'uguaglianza sociale o le concessioni del regime e le conseguenze indesiderate, poiché le riforme sociali possono aumentare le aspettative che non possono essere soddisfatte.
Secondo il paradosso di Tocqueville, una rivoluzione è probabile che si verifichi dopo un miglioramento delle condizioni sociali, in contrasto con la teoria di Marx della rivoluzione come risultato di un progressivo impoverimento del proletariato (deterioramento delle condizioni). Vi è una maggiore probabilità che il paradosso di Tocqueville si verifichi nelle riforme pianificate a livello centrale ma implementate a livello locale, quando l’implementazione locale non riesce a raggiungere il punto di riferimento più elevato.
Nel 1949 Harlan Cleveland introdusse il termine "rivoluzione delle aspettative crescenti", che nel contesto della Guerra fredda considerava particolarmente rilevante per il Terzo Mondo . Analogamente, lo scienziato politico James Chowning Davies ha proposto una J-curve delle rivoluzioni, secondo la quale periodi di ricchezza e progresso sono seguiti da periodi di peggioramento delle condizioni, che portano a una rivoluzione. Ted Robert Gurr ha anche utilizzato il termine deprivazione relativa per sostenere che le rivoluzioni avvengono quando c'è un'aspettativa di miglioramento e una dura realtà in contrasto.